# Borinot (microcotxe)
El Borinot fou un prototipus de microcotxe creat entre 1956 i 1957 per l'empresa Industrias Metálicas de Navarra, SA a Pamplona, Navarra. Dissenyat pels catalans Lluís Alonso i Alfons Vidosa, era un tricicle amb volant sense portes, amb capacitat per a una o dues persones, i duia un motor Iruña 202 amb canvi de tres velocitats i tracció per cadena a la roda posterior que li permetia assolir els 80 km/h. Només se'n construí una unitat, ja que l'empresa va cessar en la producció de vehicles poc després i es va reorientar vers la fabricació de peces per a altres fabricants, especialment per a ENASA.

## Història

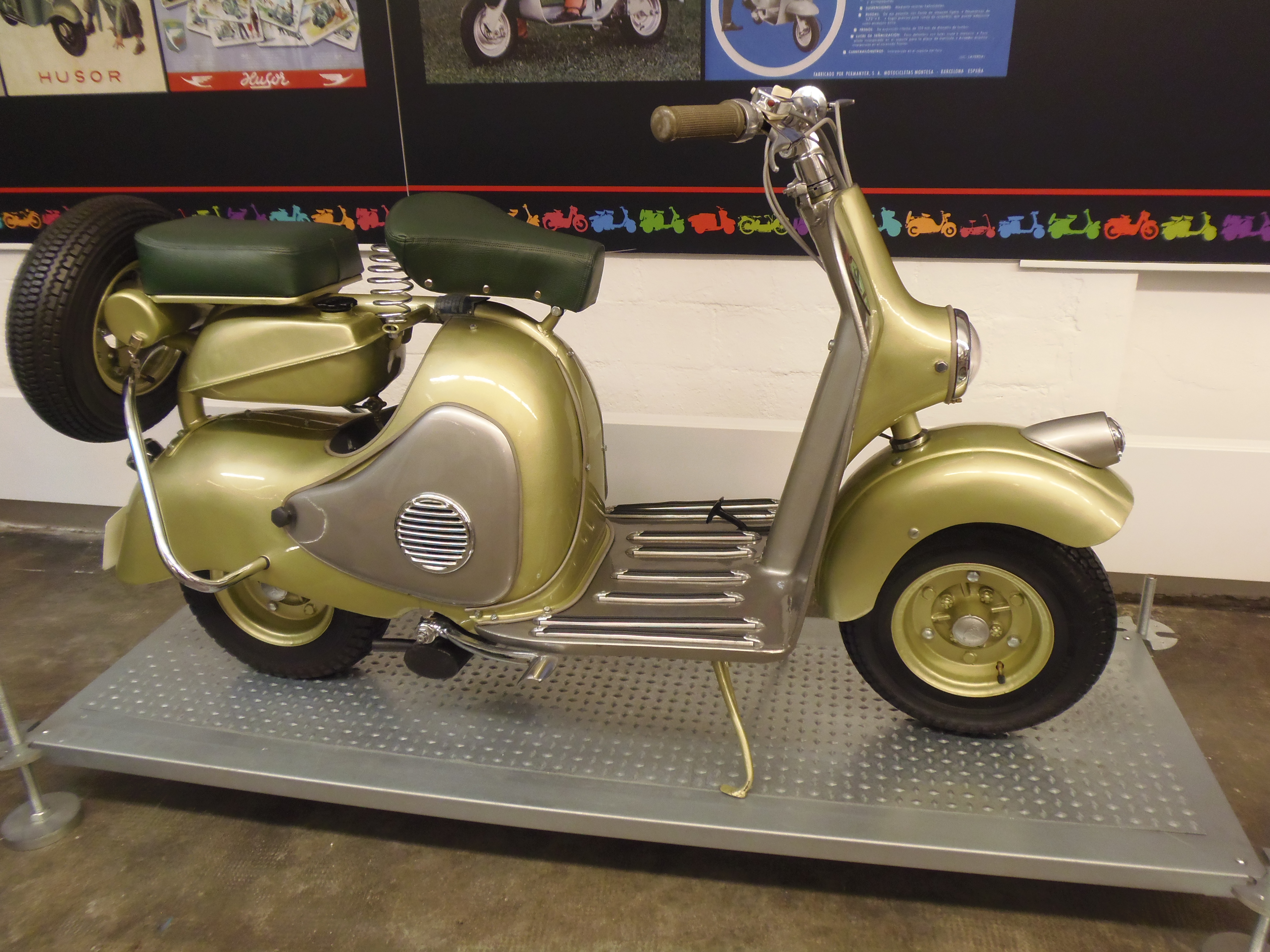
Un escúter Iruña 202 de 1954

Lluís Alonso era propietari d'un taller mecànic a Barcelona, on fabricava components per a la motocicleta Husor que es fabricava a Pamplona des de 1953 (Husor era l'acrònim dels cognoms de Félix Huarte i Ricardo Soriano, els socis propietaris de l'empresa amb factoria a Pamplona i planta d'acoblament a Madrid). Huarte li proposà a Alonso de traslladar la seva activitat a Pamplona i aquest acceptà, traslladant-s'hi acompanyat d'alguns treballadors del seu taller.
El gener de 1954 Ricardo Soriano i Félix Huarte trencaren la societat i el navarrès va canviar la raó social de l'empresa per IMENASA (Industrias Metálicas de Navarra, SA). Lluís Alonso i Alfons Vidosa varen desenvolupar llavors l'escúter Iruña 202, derivat directament de l'antiga Husor 201, del qual se'n fabricaren prop de 1.000 unitats entre 1954 i 1957 fins que es va abandonar el projecte a causa de la forta competència de Vespa i Lambretta.